# Parafia Najświętszej Maryi Panny Królowej w Murzasichlu
Parafia Najświętszej Maryi Panny Królowej w Murzasichlu – parafia rzymskokatolicka należąca do dekanatu Biały Dunajec archidiecezji krakowskiej w Murzasichlu.